# 행크 핌
닥터 헨리 "행크" 핌(Dr. Henry "Hank" Pym)은 마블 코믹스에 의해 출판된 만화 작품에 등장하는 캐릭터이다. 스탠 리, 래리 리버, 잭 커비에 의해 창조된 Tales to Astonish 제27호 (1962년 1월)에 첫 등장했다. 핌은 단발의 SF 모음 스토리에서 과학자로 첫 등장하였고, 곤충만한 크기로 변신하는 슈퍼히어로 앤트맨이 되었다. 아내인 재닛 밴 다인과 함께 악당과 싸웠다. 핌은 앤트맨 외에도 자이언트맨, 골리앗, 옐로재킷 등의 정체성이 있고 또한 아내 재닛이 사망한 후에는 와스프로 활동했다.

## 담당 배우

### 영화
- 앤트맨 (2015) - 마이클 더글라스
  - 앤트맨과 와스프 (2018) - 마이클 더글라스
  - 어벤져스: 엔드게임 (2019) - 마이클 더글라스